# Daidaliden
Als Daidaliden wurde in der archäologisch-philologischen Forschung des 19. Jahrhunderts eine frühe griechische „Künstlerschule“ von Bildhauern bezeichnet. Bei dieser handelt es sich um ein modernes Konstrukt, das einzig auf Angaben bei Pausanias beruht.
Als Begründer galten die beiden angeblich aus Kreta stammenden Bildhauer Dipoinos und Skyllis, die als Schüler des mythischen Daidalos oder sogar als seine Söhne mit einer Frau aus Gortyn angesehen wurden. Als deren Schüler wiederum galten die Bildhauer Tektaios und Angelion, Dorykleidas und Medon sowie Theokles, Sohn des Hegylos. Als Schüler des Tektaios und des Angelion galt wiederum Kallon.